# Marek Konopka
Marek Konopka (ur. 27 marca 1961 w Piszu) – polski polityk, samorządowiec i nauczyciel, senator VII i VIII kadencji.

## Życiorys
W 1990 ukończył studia na Wydziale Nauczycielskim Akademii Wychowania Fizycznego w Gdańsku, a w 1992 także podyplomowe studia trenerskie na tej uczelni oraz w 1999 studia z zakresu organizacji zarządzania oświatą w Wyższej Szkoły Pedagogicznej w Olsztynie. Pracował jako nauczyciel wf (1981–1992) i dyrektor (1996–1998, 2002–2007) szkoły podstawowej w Białej Piskiej, a także dyrektor szkoły podstawowej w Skarzynie (1992–1996). W latach 1994–1998 był radnym Białej Piskiej. Od 1998 do 2007 zasiadał w radzie powiatu piskiego. W latach 1999–2002 pełnił funkcję starosty, od 2005 do 2006 był członkiem zarządu powiatu. Wszedł w skład lokalny władz OSP w Piszu. Został członkiem Związku Nauczycielstwa Polskiego. Należał do Unii Wolności, w 2001 przeszedł do Platformy Obywatelskiej.
W wyborach parlamentarnych w 2007 z ramienia PO został wybrany na senatora VII kadencji w okręgu olsztyńskim, otrzymując 93 837 głosów. W 2011 z powodzeniem ubiegał się o reelekcję, w nowym okręgu jednomandatowym dostał 43 717 głosów. W 2015 nie został wybrany na kolejną kadencję. W 2018 ponownie uzyskał mandat radnego powiatu piskiego. W 2019 bezskutecznie ubiegał się o mandat poselski z listy Koalicji Obywatelskiej w wyborach do Sejmu w okręgu olsztyńskim. Objął stanowisko dyrektora Zespołu Obsługi Placówek Oświatowych w Białej Piskiej.
W 2024 bez powodzenia ubiegał się o urząd burmistrza Białej Piskiej (przegrywając w drugiej turze głosowania); został natomiast wybrany do rady miejskiej.